# Campanula grandis
Campanula grandis är en klockväxtart som beskrevs av Fisch. och Carl Anton von Meyer. Campanula grandis ingår i släktet blåklockor, och familjen klockväxter.
Artens utbredningsområde är Turkiet.

## Underarter
Arten delas in i följande underarter:
- C. g. grandis
- C. g. rizeensis